# 馬赫坡社
馬赫坡社（賽德克語：Mahebo）又名馬海濮部落（賽德克語：Mhebu），是台灣原住民賽德克族德固達雅群（Tgdaya）的舊有部落之一，位於今南投縣仁愛鄉精英村廬山溫泉一帶。魯道·鹿黑（Rudo Luhe）與其子莫那·魯道曾任部落頭目，為參與霧社事件的六個部落之一。在霧社事件後，多數馬赫坡社族人已戰死，少數存活者被遷居至川中島社（今清流部落），馬赫坡社因此消亡；原地被日本人改設為溫泉區，中華民國接管臺灣後改為廬山溫泉。
祖先以「Mhebu」為部落名，而「Mhebu」為「Mhebuy」語音變化。年輕的族人，已不知Mhebu是從何而來。即使到了今天，很多賽德克的部落名、地名、河川名等等，還沒辦法很清楚地了解用語的根源。
馬赫坡部落是現今被稱為『廬山溫泉』的地方。以前馬赫坡屬德固達雅族的部落。由於馬赫坡部落的人曾參與抗日行動，被迫遷至川中島部落。後來馬赫坡部落被改稱廬山溫泉。由於馬赫坡擁有豐沛的溫泉水，遊客非常喜歡到此泡溫泉。
德固達雅部落耆老是這麼陳述的：「馬赫坡部落有兩條溪，浦卡汕溪與馬赫坡溪，兩條溪旁有泉水源源冒出。每天早晨與黃昏有熱氣體往上升，馬赫坡地區日日籠罩在煙霧中，直到日照才會散去。」當熱氣體升到高空遇冷空氣就會下毛毛雨，族人稱馬赫坡為「漏水」的地區，每逢早晨與黃昏就下著毛毛雨。